# Promozione Friuli-Venezia Giulia 1977-1978
Nella stagione 1977-1978 la Promozione era il quinto livello del calcio italiano (il massimo livello regionale). Qui vi sono le statistiche relative al campionato in Friuli-Venezia Giulia.
Il campionato è strutturato in vari gironi all'italiana su base regionale, gestiti dai Comitati Regionali di competenza. Promozioni alla categoria superiore e retrocessioni in quella inferiore non erano sempre omogenee; erano quantificate all'inizio del campionato dal Comitato Regionale secondo le direttive stabilite dalla Lega Nazionale Dilettanti, ma flessibili, in relazione al numero delle società retrocesse dal Campionato Interregionale e perciò, a seconda delle varie situazioni regionali, la fine del campionato poteva avere degli spareggi sia di promozione che di retrocessione.

## Squadre partecipanti
| Squadra             | Città (provincia)          | Stagione 1976-1977                       |
| ------------------- | -------------------------- | ---------------------------------------- |
| U.S. Brugnera       | Brugnera (PN)              | 6º in Promozione (ex aequo)              |
| A.S. Cormonese      | Cormons (GO)               | 8º in Promozione (ex aequo)              |
| S.S. Fontanafredda  | Fontanafredda (PN)         | 3º in Promozione                         |
| U.S. Gradese        | Grado (GO)                 | 6º in Promozione (ex aequo)              |
| U.S. Isonzo         | Turriaco (GO)              | 12º in Promozione (ex aequo)             |
| U.S. Lignano        | Lignano Sabbiadoro (UD)    | 18º in Serie D, gir. C. Retrocesso       |
| A.S. Maniago        | Maniago (PN)               | 1º in Prima Categoria, gir. A. Promosso  |
| A.S. Medea          | Medea (GO)                 | 2º in Prima Categoria, gir. B. Ripescato |
| A.C. Palmanova      | Palmanova (UD)             | 2º in Promozione                         |
| U.C. Pro Cervignano | Cervignano del Friuli (UD) | 5º in Promozione                         |
| A.S. Pro Gorizia    | Gorizia                    | 8º in Promozione (ex aequo)              |
| S.S. Sacilese       | Sacile (PN)                | 12º in Promozione (ex aequo)             |
| S.S. San Giovanni   | Trieste                    | 4º in Promozione                         |
| S.S. Sangiorgina    | San Giorgio di Nogaro (UD) | 8º in Promozione (ex aequo)              |
| U.S. Tarcentina     | Tarcento (UD)              | 8º in Promozione (ex aequo)              |
| A.S. Torviscosa     | Torviscosa (UD)            | 1º in Prima Categoria, gir. B. Promosso  |

## Classifica finale
Il torneo ha avuto uno strascico durato poco meno di un mese: nell'ultima giornata, il 7 maggio 1978, al 28º minuto di Pro Gorizia-Brugnera, il giocatore ospite Battistutta ha dovuto essere sostituito per essere stato colpito da un sasso lanciato dagli spalti. Il Brugnera ha fatto subito ricorso chiedendo il 2-0 a suo favore a tavolino: ciò gli avrebbe permesso la salvezza a discapito della Sangiorgina, oltre a permettere la promozione diretta al Palmanova.
La commissione disciplinare ha convalidato il risultato sul campo (1-0) ammettendo sì che nei pressi del calciatore vi era un sasso, ma non era stato possibile stabilire con certezza che quel sasso era stato lanciato dalla tribuna e colpito Battistutta.
Visto il ricorso (inutile) dei gialloblu, ci sono voluti 20 giorni per conoscere i verdetti definitivi: retrocessione per il Brugnera e spareggio-promozione per le 2 squadre di testa da disputare a Udine (come preferivano i palmarini) e non a Trieste (richiesta della Pro Gorizia).
|  | Pos. | Squadra              | Pt | G  | V  | N  | P  | GF | GS | DR  |
|  | ---- | -------------------- | -- | -- | -- | -- | -- | -- | -- | --- |
|  | 1.   | Palmanova            | 42 | 30 | 16 | 10 | 4  | 46 | 22 | +24 |
|  | 2.   | Pro Gorizia          | 42 | 30 | 16 | 10 | 4  | 33 | 17 | +16 |
|  | 3.   | Fontanafredda        | 41 | 30 | 15 | 11 | 4  | 28 | 17 | +11 |
|  | 4.   | Pro Cervignano       | 37 | 30 | 13 | 11 | 6  | 35 | 20 | +15 |
|  | 5.   | Cormonese            | 35 | 30 | 15 | 5  | 10 | 31 | 25 | +6  |
|  | 6.   | Tarcentina           | 32 | 30 | 11 | 10 | 9  | 27 | 24 | +3  |
|  | 7.   | Sacilese             | 30 | 30 | 10 | 10 | 10 | 32 | 25 | +7  |
|  | 8.   | San Giovanni Trieste | 29 | 30 | 9  | 11 | 10 | 17 | 25 | -8  |
|  | 9.   | Maniago              | 27 | 30 | 7  | 13 | 10 | 25 | 20 | +5  |
|  | 10.  | Isonzo Turriaco      | 26 | 30 | 6  | 14 | 10 | 21 | 29 | -8  |
|  | 10.  | Lignano              | 26 | 30 | 6  | 14 | 10 | 16 | 26 | -10 |
|  | 12.  | Gradese              | 25 | 30 | 7  | 11 | 12 | 20 | 33 | -13 |
|  | 13.  | Sangiorgina          | 24 | 30 | 7  | 10 | 13 | 20 | 34 | -14 |
|  | 14.  | Brugnera             | 23 | 30 | 4  | 15 | 11 | 15 | 22 | -7  |
|  | 15.  | Torviscosa           | 21 | 30 | 6  | 9  | 15 | 15 | 28 | -13 |
|  | 16.  | Medea                | 20 | 30 | 7  | 6  | 17 | 20 | 38 | -18 |

Il Palmanova è promosso in Serie D.

Brugnera, Torviscosa e Medea retrocedono in Prima Categoria.
Spareggio per il 1º posto:

```
Domenica 4 giugno 
1978
 Stadio Friuli, 
Udine
 
Palmanova - Pro Gorizia 1-1 d.t.s.
Marcatori : Zucco (PAL) al 16' e Bartussi(PRO) al 26'.
Promosso il PALMANOVA dopo il lancio della monetina.
Formazioni :

PALMANOVA
 : Visentin, Tortolo, Mansutti, Milocco, Lirussi, Furlani; Di Blas, Zoff, Zucco,
Mattiussi, Pontel (Minin dal 73'). 12 Zorzin 13 Marangon 14 Snidaro 15 Venturini.

PRO GORIZIA
 : Pontel, Ranocchi, Zanetti, Chiarvesio, Acquavita, Cirello; Martelossi,
(Urizzi dal 53'), Bartussi, Zuttion, Blasig, Omizzolo. 12 Zupicchini 13 Bertogna.
```

## Coppa Italia Dilettanti
- Non partecipano: Gradese, Isonzo, Lignano, Sacilese e Sangiorgina. Per raggiungere le 14 partecipanti sono state aggregate dalla Prima Categoria: Basiliano e Gemonese (dal girone A) e Stock (dal girone B)

| Squadra 1                                | Totale          | Squadra 2            | Andata | Ritorno |
| ---------------------------------------- | --------------- | -------------------- | ------ | ------- |
| PRIMO TURNO 4 e 11 settembre 1977        |                 |                      |        |         |
| Fontanafredda                            | 1 - 2           | Brugnera             | 1 - 1  | 0 - 1   |
| Basiliano                                | 2 - 0           | Maniago              | 1 - 0  | 1 - 0   |
| Tarcentina                               | 3 - 2           | Gemonese             | 2 - 1  | 1 - 1   |
| Torviscosa                               | 1 - 1 gfc       | Pro Cervignano       | 0 - 0  | 1 - 1   |
| Palmanova                                | 3 - 0           | Medea                | 1 - 0  | 2 - 0   |
| Cormonese                                | 1 - 2           | Pro Gorizia          | 0 - 1  | 1 - 1   |
| Stock Trieste                            | 1 - 1 (3-4 dcr) | San Giovanni Trieste | 0 - 1  | 1 - 0   |
| SECONDO TURNO 21 e 28 settembre 1977     |                 |                      |        |         |
| (Veneto/B) Opitergina                    | 1 - 3           | Brugnera             | 1 - 1  | 0 - 2   |
| Basiliano                                | 1 - 1           | Tarcentina           | 0 - 1  | 1 - 0   |
| Torviscosa                               | 1 - 2           | Palmanova            | 0 - 2  | 1 - 0   |
| Pro Gorizia                              | 4 - 2           | San Giovanni Trieste | 4 - 1  | 0 - 1   |
| TERZO TURNO 1 novembre e 8 dicembre 1977 |                 |                      |        |         |
| Brugnera                                 | 1 - 6           | Pievigina (Veneto/B) | 1 - 2  | 0 - 4   |
| (Veneto/A) Malo                          | 7 - 1           | Basiliano            | 4 - 1  | 3 - 0   |
| Palmanova                                | 2 - 4           | Contarina (Veneto/A) | 1 - 3  | 1 - 1   |
| (Veneto/A) Lendinarese                   | 4 - 3           | Pro Gorizia          | 3 - 1  | 1 - 2   |